# Molophilus repentinus
Molophilus repentinus là một loài ruồi trong họ Limoniidae. Chúng phân bố ở miền Cổ bắc.